# 科夫里日卡村委员会
科夫里日卡村委员会（俄语：Коврижский сельсовет）是俄罗斯联邦阿穆尔州康斯坦丁诺夫卡区所属的一个村委员会。其下辖有2个居民点，行政中心为科夫里日卡。据2016年统计，该村委员会的人口为477人。